# Acalolepta timorlautensis
Acalolepta timorlautensis là một loài bọ cánh cứng trong họ Cerambycidae.